# Михайловский, Никита Александрович (актёр)
Ники́та Александрович Михайло́вский (Никита Викторович Сергеев, 8 апреля 1964 г., Москва — 21 апреля (по другим данным — 24 апреля) 1991 г., Лондон) — советский актёр.

## Биография
Родился в семье режиссёра и фотомодели. Отец, Александр Михайловский и мать, Алевтина (Алиса) Ивановна, развелись, когда Никита был маленький. У него появился отчим, которого он долгое время считал своим родным отцом. Отчим — режиссёр Виктор Сергеев, впоследствии занимавший пост директора «Ленфильма». Мать умерла от порока сердца, когда Никите Михайловскому было 16 лет.
С детских лет работал манекенщиком, а отчим помог Михайловскому пробиться в кино. Впервые в эпизоде кино он снялся в картине «Ночь на 14-й параллели», которая вышла на экраны в 1972 году. Стал известным после выхода в 1981 году фильма «Вам и не снилось…». Поступил в ЛГИТМИК на курс Р. Агамирзяна, который окончил в 1986 году. Также занимался живописью, писал и иллюстрировал детские книжки.
В конце 80-х Никита Михайловский принимал участие в трэш-фильмах Бориса Юхананова, которые они вместе сняли в рамках работы так называемой «неформатной студии» «Театр-Театр», которая была частью подпольной ленинградской культуры конца 1980-х: в частности, таких видео как «Сумасшедший принц» и других. Перформансы в данных видеоработах часто предполагали обнажение со стороны актеров, также содержатся сцены мочеиспускания и обильная обсценная лексика
В 1985—1990 годах сыграл ещё несколько экранных ролей, однако известными и популярными стали лишь некоторые работы актёра — «Ради нескольких строчек», «Акселератка», «Мисс миллионерша», «Зонтик для новобрачных». Снимался вместе с Алексеем Баталовым, Верой Глаголевой, Нийоле Ожелите, Николаем Караченцовым и другими. Всего в его фильмографии 19 фильмов.
В 1990 году Никита Михайловский вместе с женой организовал в Англии выставку собственных художественных работ, средства от продаж которых пошли на лечение онкобольных детей. Там же у него был диагностирован лейкоз, ему требовалась пересадка костного мозга. Некоторую часть средств на лечение направили Борис Ельцин, Гарри Каспаров и даже Маргарет Тэтчер, однако проведённая операция успеха не принесла.

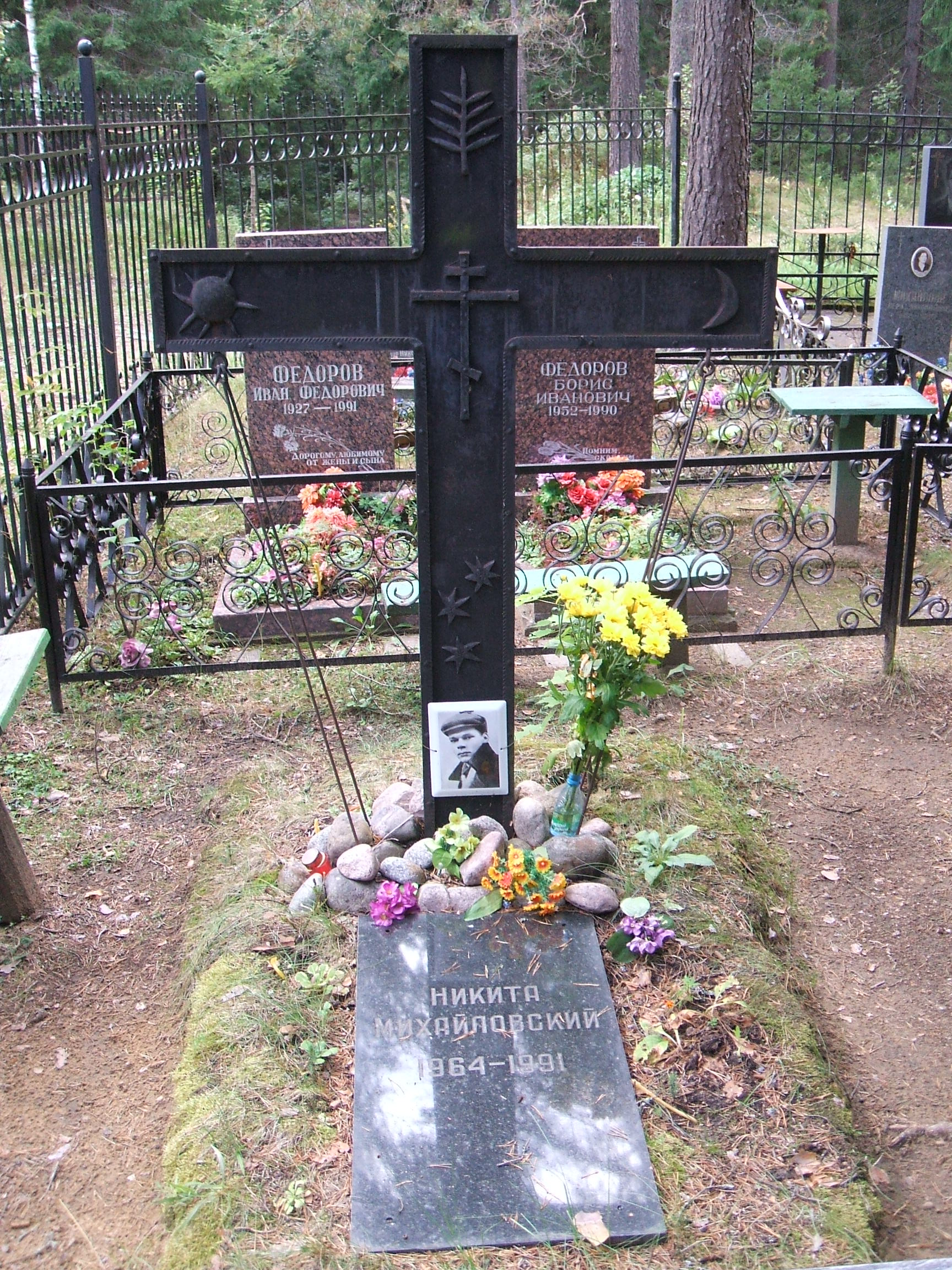
Могила Никиты Михайловского

Умер в Лондоне по одним данным 21 апреля, по другим — 24 апреля, 1991 года на 28-м году жизни от лейкоза. Похоронен на Комаровском кладбище под Санкт-Петербургом.

## Семья
Первый брак с Анастасией Михайловской (Сорочан), модельером, актрисой («8 ½ $», «Ленинград. Ноябрь»), активисткой движения «Евразийский союз молодёжи» и радиоведущей, распался после трёх лет совместной жизни. Дочь — Софья (род. 4 июля 1986 г.).
Вторая жена — Екатерина Михайловская. Художник по костюмам («Ленинград. Ноябрь», «Мания Жизели», «Любовь императора», «Дневник камикадзе», «В движении», «Особенности национальной политики», «Дикарка», «Русский трофей» и других), художник-постановщик фильма «Красный жемчуг любви», график. Оформила ряд театральных постановок. 12 персональных выставок в Лондоне.
Есть внебрачный сын Сергей (род. 26 сентября 1987 г.), о существовании которого Никита Михайловский так и не узнал. Мать Алина Алонсо (Тулякова).

## Актёрские работы
- 1971 — Ночь на 14-й параллели — мальчик
- 1974 — Пятёрка за лето[источник?]
- 1977 — Объяснение в любви — Филиппок-подросток (в титрах — Никита Сергеев)
- 1978 — Дети как дети — Дима (в титрах — Никита Сергеев)
- 1978 — Чужая — Митя (в титрах — Никита Сергеев)
- 1979 — Старшина — танкист
- 1980 — Вам и не снилось… — Рома Лавочкин
- 1983 — Графоман — посетитель ресторана (нет в титрах)
- 1985 — Ради нескольких строчек — Михаил Егоров, лейтенант, военкор
- 1985 — Выйти замуж за капитана — лейтенант милиции
- 1986 — Зонтик для новобрачных — Толя
- 1987 — Сумасшедший принц (несколько частей) — в роли себя
- 1987 — Акселератка — страховой агент Кузя (Кузьмин)
- 1988 — Мисс миллионерша — Игорь Николаевич
- 1988 — Эсперанса (СССР — Мексика) — Николай (Nicolái)
- 1989 — Караул — осуждённый-«стукач»
- 1990 — Ленинград. Ноябрь (СССР — ФРГ) — Никита, художник
- 1990 — Палач — лейтенант милиции